# Raisons pratiques
Raisons pratiques. Sur la théorie de l’action est un livre du sociologue français Pierre Bourdieu paru en 1994. 
Il expose la théorie de l'action à travers quelques exemples précis, comme la genèse de l'Etat et du monde bureaucratique qui l'accompagne. En prenant comme exemple plusieurs champs, il essaie de distinguer ce qui constitue l'action en mettant en évidence les intérêts - entendus au sens sociologique - qui les sous-tendent et apporte une contribution riche de sens à la théorie de l'action.